# Малая Хадырьяха
Малая Хадырьяха (устар. Малая Хадырь-Яха) — река в России, протекает по Ямало-Ненецкому АО. Впадает в Пур справа на 243-м км. Длина реки составляет 76 км.

## Притоки
- 24 км: Нелакмойяха
- 27 км: Салюяха
- 61 км: Хадырьяхатарка

## Данные водного реестра
По данным государственного водного реестра России относится к Нижнеобскому бассейновому округу, водохозяйственный участок реки — Пур, речной подбассейн реки — подбассейн отсутствует. Речной бассейн реки — Пур.
Код водного объекта в государственном водном реестре — 15040000112115300060589.